# Benigno Gutiérrez
Benigno Valdiva Gutiérrez (* 1. September 1925 in La Paz; † unbekannt) war ein bolivianischer Fußballspieler. Der Stürmer nahm mit der bolivianischen Nationalmannschaft an der Fußball-Weltmeisterschaft 1950 teil. 

## Karriere

### Verein
Auf Vereinsebene spielte Benigno Gutiérrez von 1947 bis 1953 für den CD Litoral. Weitere Daten über seine Karriere sind nicht bekannt.

### Nationalmannschaft
Gutiérrez nahm mit der Nationalmannschaft an den Südamerikameisterschaften 1947, 1949 und 1953 teil. Bei seinem Debüt im November 1947 erzielte er beim 2:2-Unentschieden gegen Ecuador beide Treffer. 1949 erreichte Bolivien mit dem vierten Platz die bis dahin beste Platzierung und bis heute beste Platzierung bei einem Turnier außerhalb des eigenen Landes. Gutiérrez hatte mit drei Toren in sieben Spielen, unter anderem bei den 3:2-Erfolgen gegen Chile und Uruguay, entscheidenden Anteil.
Im Folgejahr nahm er mit Bolivien an der Weltmeisterschaft in Brasilien teil. Dort kam er bei der 0:8-Niederlage im einzigen Spiel gegen den späteren Weltmeister Uruguay zum Einsatz. Sein letztes Länderspiel bestritt Gutiérrez bei der Südamerikameisterschaft 1953.

## Erfolge
Litoral
- Campeonato de la LPFA: 1948, 1949